# Workitu Ayanu
Workitu Ayanu Gurmu (19 april 1987) is een Ethiopisch atlete, die is gespecialiseerd in de lange afstand. Ze werd Ethiopisch kampioene op de 5000 m. Ook behaalde ze verschillende podiumplaatsen bij wegwedstrijden in Nederland. 

## Biografie

### Jeugd
Aan het begin van haar sportieve loopbaan deed Ayanu met name aan veldlopen. Ze nam verschillende keren deel aan de wereldkampioenschappen voor junioren, maar behaalde hierbij geen podiumplaats. Haar beste prestatie is een vierde plaats in 2004. In zowel 2005 en 2006 wist ze wel de Sprintcross in Breda op haar naam te schrijven.

### Senior
Haar eerste succes behaalde Ayanu in 2007 door Ethiopisch kampioene te worden op de 5000 m. In Addis Ababa schreef ze de wedstrijd op haar naam met een tijd van 15.51,30.
In 2009 behaalde ze een dertiende plaats bij het WK halve marathon in Birmingham. In datzelfde jaar wist ze de halve marathon van Egmond op haar naam te schrijven. In Egmond versloeg ze Hilda Kibet met bijna een minuut voorsprong. Twee jaar later moest Ayanu in Egmond genoegen nemen met een tweede plaats achter haar landgenote Abebech Afework.
In 2010 stapte Ayanu over op de marathon. Bij haar debuut in Parijs kwam ze tot 2:29.25, hetgeen haar een vijfde plaats opleverde. Hierna liep ze nog verschillende marathons, maar wist deze tijd nimmer te evenaren. In 2015 werd ze vierde bij de marathon van Amsterdam.

## Titels
- Ethiopisch kampioene 5000 m - 2007

## Persoonlijke records
Baan
| Onderdeel | Prestatie | Datum        | Plaats    |
| --------- | --------- | ------------ | --------- |
| 1500 m    | 4.19,03   | 30 juli 2005 | Oordegem  |
| 3000 m    | 8.48,65   | 25 juli 2006 | Stockholm |
| 5000 m    | 14.50,15  | 15 juni 2007 | Oslo      |
| 10.000 m  | 31.59,94  | 17 juni 2005 | Utrecht   |

Weg
| Onderdeel      | Prestatie | Datum             | Plaats     |
| -------------- | --------- | ----------------- | ---------- |
| 10 km          | 32.29     | 11 oktober 2009   | Birmingham |
| 15 km          | 49.44     | 21 september 2008 | Zaandam    |
| 20 km          | 1:06.35   | 11 oktober 2009   | Birmingham |
| halve marathon | 1:10.13   | 11 april 2010     | Parijs     |
| 25 km          | 1:23.26   | 11 april 2010     | Parijs     |
| 30 km          | 1:40.59   | 11 april 2010     | Parijs     |
| marathon       | 2:29.25   | 11 april 2010     | Parijs     |

## Palmares

### 3000 m
- 2004: 4e Anhalt in Dessau - 9.03,15

### 5000 m
- 2005: 5e Ethiopische kamp. in Addis Ababa - onbekend
- 2005: 5e Nacht van de Atletiek in Heusden - 15.07,17
- 2005:  Afrikaanse jeugdkamp. in Tunis - 16.27,58
- 2006:  Ethiopische kamp. in Addis Ababa - 15.53,79
- 2006:  Reebok Grand Prix in New York - 14.50,51
- 2006: 7e WK U20 in Peking - 15.50,89
- 2007:  Ethiopische kamp. in Addis Ababa - 15.51,30
- 2007: 5e Bislett Games - 14.50,15

### 10 km
- 2008: 4e Tilburg Ten Miles - 32.41
- 2008:  Great Ethiopian Run - 33.35

### 10 Eng. mijl
- 2008:  Dam tot Damloop - 53.17

### halve marathon
- 2009:  halve marathon van Egmond - 1:16.33
- 2009: 14e WK in Birmingham - 1:10.35
- 2010: 5e halve marathon van Coamo - 1:16.44
- 2011:  halve marathon van Egmond - 1:12.56

### marathon
- 2010: 5e marathon van Parijs - 2:29.25
- 2010: 5e marathon van Eindhoven - 2:34.01
- 2011: 6e marathon van Rome - 2:29.37
- 2013:  marathon van Sydney - 2:33.20
- 2013:  marathon van Rennes - 2:33.23
- 2014:  marathon van Genève - 2:33.13
- 2014: 4e marathon van Johannesburg - 2:39.09
- 2015:  marathon van Caen - 2:38.14
- 2015: 4e marathon van Amsterdam - 2:29.46
- 2016: 5e marathon van Daegu - 2:34.33

### veldlopen
- 2004: 4e WK U20 in Brussel - 20.59
- 2005:  Sprintcross in Breda - 19.03
- 2005: 6e WK U20 in Saint Galmier - 20.54
- 2006:  Sprintcross in Breda - 22.47
- 2006: 6e WK U20 in Fukuoka - 19.57